# Органическая теория происхождения государства
Органическая теория происхождения государства — теория происхождения государства, согласно которой государство — это организм, который рождается, живет, стареет и умирает. Элементы данной теории встречаются в трудах различных авторов. В настоящее время подавляющим большинством ученых отвергнута.

## Происхождение теории
Сравнения государства с организмом по происхождению своему не менее древним, чем политический атомизм. Происхождение их надо искать также в донаучных представлениях,—в «естественном» способе мышления, который совершенно инстинктивно в своих характеристиках государства применяет такие понятия, как «политическое целое», «глава государства», его «члены», «органы» государства, его «управления» или «функции» и т. д.
Платон в основание своей политической философии кладет уподобление государства индивиду: государство тем совершенней, чем более оно подобно индивиду. У Аристотеля точно так же встречается сравнение государства (множества) с одним человеком — многоногим, многоруким, имеющим множество чувств. Иоанн Солсберийский, ссылаясь на Плутарха, характеризует государство как организм, подобный человеческому телу (духовенство — душа государства и, как таковое, имеет власть над всем телом, не исключая головы государства, то есть государя). Аналогии есть у Гоббса, Спинозы, Руссо.
Эразм Роттердамский так говорил об органической теории в знаменитой сатире «Похвала Глупости»:

Что утихомирило римский плебс, уже готовый разрушить республику? Уж не философская ли диссертация? Ничуть не
бывало! Просто смешная ребяческая басня о чреве и членах человеческого тела.

Имеется в виду предание о том, как в 494 году до н. э. римские плебеи, возмущенные жестокими притеснениями со стороны патрициев, покинули Рим и удалились на Священную гору (невдалеке от города). Посол патрициев Менений Агриппа умиротворил народ, рассказав басню о членах человеческого тела, которые взбунтовались против желудка, за что сами поплатились крайним изнеможением.
Гегель указывал, что определения государства и не может быть, что государство есть организм, то есть развитие идеи в своих различиях. «Природа организма такова, что если не все его части переходят в тождество, если одна из них полагает себя самостоятельной, то погибнуть должны все. С помощью предикатов, принципов и т. д. так же нельзя достигнуть суждения о государстве, в котором следует видеть организм, как нельзя с помощью предикатов постичь природу Бога, жизнь которого я должен созерцать в самом себе».

## Основные идеи теории
Термин «геополитика» Челлен определил так: это наука о государстве как географическом организме, воплощенном в пространстве. Тезис Р. Челлена: «государство — живой организм». Это развивается в его главной работе «Государство как форма жизни»: «Государство — не случайный или искусственный конгломерат различных сторон человеческой жизни, удерживаемый вместе лишь формулами законников; оно глубоко укоренено в исторические и конкретные реальности, ему свойственен органический рост, оно есть выражение того же фундаментального типа, каким является человек. Одним словом, оно представляет собой биологическое образование или живое существо. Как таковое, оно следует закону роста: … сильные, жизнеспособные государства, имеющие ограниченное пространство, подчиняются категорическому императиву расширения своего пространства путём колонизации, слияния или завоевания»
В «Политической географии» Ф. Ратцеля, легшей в основу геополитики, приводится ряд основополагающих идей: 1) государство — это организм, который рождается, живет, стареет и умирает; 2) рост государства как организма обусловлен «почвой»; 3) свойства государства составлены из свойств народа и территории; 4) «исторический пейзаж» накладывает отпечаток на гражданина государства; 5) определяющим в жизни государства является «жизненное пространство» (lebensraum). В соответствии с этими идеями ученый дает такое определение: «Государство складывается как организм, привязанный к определенной части поверхности земли, а его характеристики развиваются из характеристик народа и почвы».
Проводятся следующие аналогии: составляющая структурная единица государства как организма — семья (в биологии — клетка); полиция — иммунная система; деньги, экономика — кровеносная система.

## Критика теории
В настоящее время данная теория отвергается подавляющим большинством русскоязычных источников. Н. Н. Алексеев пишет, что никакое общение не может быть организмом, но некоторым сложным отношением между социальными единицами, монадами или душами. То, что есть организм или личность, не есть общество, так же как и общество никогда не может быть организмом или личностью. Идеи эти могут быть применены к обществу разве только фигурально или условно, но и при этом они принесут более вреда, чем пользы, так как привнесут в социологию неограниченное количество чуждых ей понятий. Ф. Ф. Кокошкин писал, что отношения власти и подчинения, которые существуют в государстве и зависимость частей организма от целого — различные явления. Во втором случае — это явление физиологическое, имеющее характер безусловной необходимости, а в первом — психологическое, взаимодействие между индивидуальными сознаниями, такой необходимостью не обладающее.
М. М. Ковалевский считал проведение аналогий между функциями государства и государственных учреждений с функциями организма ненаучным. Он писал: «от всей органической теории в будущем уцелеет лишь представление о государстве как о чем-то возникающем независимо от договора людей».